# Ely Esterilla
Ely Jair Esterilla Castro (Guayaquil, 6 febbraio 1993) è un calciatore ecuadoriano, centrocampista del Jipijapa.

## Carriera

### Club
Ha giocato nella massima serie ecuadoriana.

## Palmarès

### Club

#### Competizioni nazionali
- Campionato ecuadoriano: 1

Barcelona SC: 2016